# Zeria wabonica
Zeria wabonica är en spindeldjursart som först beskrevs av Roewer 1933.  Zeria wabonica ingår i släktet Zeria och familjen Solpugidae. Inga underarter finns listade i Catalogue of Life.